# Auster Atlantic
El Auster C6 Atlantic fue un monoplano británico de cabina de cuatro asientos diseñado y construido por Auster Aircraft Limited. El desarrollo del modelo se abandonó después de las pruebas de vuelo iniciales.

## Diseño y desarrollo
El C6 Atlantic fue diseñado como un monoplano de ala alta, avión de turismo ejecutivo de cuatro asientos, propulsado por un motor de pistón Continental E-185-10 de 138 kW (185 hp) y basado en el Auster J/5T con tren de aterrizaje triciclo y otros elementos modernos como ruedas de control. Se construyó un avión que, con fuselaje equipado y matriculado como G-APHT, se exhibió estáticamente en el Salón SBAC de 1957 en Farnborough. Posteriormente se le instalaron un par de alas de Autocrat y las primeras pruebas de vuelo realizadas fueron alentadoras. Sin embargo, estos vuelos se vieron limitados por el colapso de la pata de morro debido a un soporte inferior de la rueda de morro que se había instalado sólo para la exhibición estática y no se había reemplazado por el elemento correcto antes del primer vuelo.
Aunque el fuselaje fue reparado y modificado, los directores consideraron detenidamente el futuro del Atlantic. Se preparó una estimación de los costes de desarrollo proyectados y estos ascendieron a más de 100 000 libras esterlinas, de modo que el punto de equilibrio requería la venta de 300 aviones. Dado que se preveía que las ventas máximas serían probablemente de 100 ejemplares como máximo, y sin ayuda financiera externa, el desarrollo se abandonó a regañadientes. El único avión estuvo almacenado hasta que lo sacaron del mismo en 1960 para compararlo con el propuesto Auster D8; dado que la producción del C6 habría requerido la fabricación de nuevas plantillas, se optó por el D8, que finalmente se convirtió en el Beagle Airedale.

## Especificaciones
Referencia datos: Jackson, 1973

### Características generales
- Tripulación: Uno (piloto)
- Capacidad: Tres pasajeros
- Longitud: 7,3 m (23,9 ft)
- Envergadura: 11 m (36 ft)
- Peso cargado: 1225 kg (2699,9 lb)
- Planta motriz: 1× motor bóxer de 6 cilindros refrigerado por aire Continental E-185-10.
  - Potencia: 138 kW (190 HP; 188 CV)
- Hélices: Bipala

### Rendimiento
- Velocidad crucero (Vc): 204 km/h (127 MPH; 110 kt)

## Aeronaves relacionadas

### Secuencias de designación
- Secuencia Alfanumérica (interna de Auster): ← AOP.9 - B8 Agricola - Antarctic - Atlantic - D4 - D5 - D6 →